# 3470 Yaronika
3470 Yaronika (1975 ES) là một tiểu hành tinh vành đai chính được phát hiện ngày 6 tháng 3 năm 1975 bởi N. Chernykh ở Nauchnyj.